# 重庆话
重庆话（四川话拼音：Cong2qin4hua4；国际音标：/tsʰʊŋ˨˩ tɕʰin˨˩˦ xua˨˩˦/）是指居住在中国重庆包括周边区县（如合川区、涪陵区、垫江县等）的重庆本地人所使用的语言，属于汉语西南官話川黔片成渝小片，是川东官话的代表，也是四川话中最具影响力的代表性方言之一。虽然广义的来说，重庆话也可以指重庆市所辖各区县所有重庆本地人所使用的语言，但由于重庆市境内语言差异较大，还有大量岷赤小片、土广东话、老湖广话的使用者。因而学术上所指的重庆话，仅仅只是重庆市主城区的语言，使用人口约占重庆全市人口的五分之一。

## 音韵
虽然重庆话与川黔片四川话的另一个代表性方言成都话在听感上拥有较大差异，但音韵上除少数例外字外，仅有两点主要区别。一是，以重庆话为代表的川东地区（包括广安、达州、涪陵、万州等地）成渝片方言中，没有聲母/ȵ/，所有在成都话中声母为/ȵ/的字（如：研/ȵian/、宜/ȵi/），重庆话中声母都归并入/l/（如：研/lian/、宜/li/），导致声母l与n“洪混细也混”，不同于成都等地“洪混细不混”的特点。二是，川东方言较成都话多出了一个韵母/yu/，在成都话中部分韵母为/yo/的通摄入声字（如：欲/yo/俗/ɕyo/）在重庆话等川东方言中韵母为/yu/（如：欲/yu/ 俗/ɕyu/）。

### 声母
|        |        | 双唇  | 唇齿 | 齿后   | 齿龈  | 硬腭   | 软腭  |
| ------ | ------ | ----- | ---- | ------ | ----- | ------ | ----- |
| 塞音   | 不送气 | p 贝  |      |        | t 得  |        | k 古  |
| 塞音   | 送气   | pʰ 配 |      |        | tʰ 套 |        | kʰ 可 |
| 塞擦音 | 不送气 |       |      | ts 早  |       | tɕ 价  |       |
| 塞擦音 | 送气   |       |      | tsʰ 草 |       | tɕʰ 巧 |       |
| 鼻音   | 鼻音   | m 没  |      |        |       |        | ŋ 我  |
| 边音   | 边音   |       |      | l 路   |       |        |       |
| 擦音   | 清     |       | f 发 | s 是   |       | ɕ 小   | x 好  |
| 擦音   | 浊     |       | v 五 | z 如   |       |        |       |
| 零声母 | 零声母 | Ø 儿  | Ø 儿 | Ø 儿   | Ø 儿  | Ø 儿   | Ø 儿  |

### 韵母
|        | 开尾 | 开尾 | 开尾  | 开尾  | 开尾  | 元音尾 | 元音尾 | 元音尾 | 元音尾 | 元音尾 | 鼻音尾 | 鼻音尾 | 鼻音尾 | 鼻音尾 |
| ------ | ---- | ---- | ----- | ----- | ----- | ------ | ------ | ------ | ------ | ------ | ------ | ------ | ------ | ------ |
| 开口呼 | ɿ 日 | ɚ 二 | a 大  | o 我  | e 黑  | ai 街  | ei 批  | au 包  | əu 走  |        | an 烦  | ən 樱  | aŋ 帮  | ʊŋ 亩  |
| 齐齿呼 | i 一 |      | ia 牙 |       | ie 叶 | iai 介 |        | iau 标 | iəu 九 |        | ian 变 | in 兵  | iaŋ 量 |        |
| 合口呼 | u 五 |      | ua 瓜 |       | ue 国 | uai 乖 | uei 类 |        |        |        | uan 段 | uən 春 | uaŋ 光 |        |
| 撮口呼 | y 鱼 |      |       | yo 药 | ye 绝 |        |        |        |        | yu 俗  | yan 鲜 | yn 泳  |        | yʊŋ 蓉 |

### 声调
重庆话同其它川黔片方言一样，拥有4个声调，古入声字归入阳平。重庆话中阴平、阳平、上声、去声的调值依次为55、21、42和214，调值上也拥有四川话内部调值高度一致的特点。

### 特征
重庆话拥有川黔片方言的一些共有特征，例如见系二等無介音聲母未發生顎化等。

#### 中古见晓组部分字丟失介音
古汉语中古见晓组的某些字，在今天普通话里已经读成了舌面音/tɕ/、/tɕʰ/、/ɕ/，但在重庆方言里因爲直接丟失介音，沒有經歷顎化，读成舌根音/k/、/kʰ/、/x/。
- 街（gai1 阴平）
- 解手（gai3 上声）
- 螃蟹（kai4 上声）
- 鞋子（hai2 阳平）
- 几间（gan1 阴平）
- 等下（ha4 去声）
- 吓人（he2 阳平）
- 咸味（han2 阳平）
- 牛角（go2 阳平）
- 巷子（hang4 去声）
- 项链（hang4 去声）
- 豇豆（gang1 阴平）
- 膝盖（qi2 阳平）
- 叫（gao4 去声）花子
- 敲（kao1 阴平）门
- 睡觉觉（gao4 去声）
- 家（ga1 阴平）婆

上述见系字，在今北京语音中实际上已经完全腭化了，即细音前的/k/、/kʰ/、/x/已经完全读成/tɕ/、/tɕʰ/、/ɕ/了。在重庆方言中，这部分字还保留舌根音的读法。有些字实际上是两读，我们可以把这部分字视为文白异读。例如：在“上街”这个词组中，重庆方言一般读成/k/声母，但在“华尔街”这个词组中，重庆方言一般读成文读音/tɕ/声母。再如在“解手”这个词中，重庆方言一般读成/k/声母。

#### 影疑混同
古汉语的疑母字（声母構擬为/ŋ/）和影母字（基本可以視作零聲母），洪音变为零声母或/ŋ/，两者基本不对立。疑母细音变为/l/。
- 脑壳呆（ngai2）
- 崖（ngai2）脚
- 研（lian1）究
- 业（lie2）绩
- 严（ngan2）丝严缝
- 砑（nga1）死
- 惊鸦（nga1）子
- 硬（ngen4）

#### 特殊词汇
同其他川黔片方言类似，重庆话的方言词汇很多是普通话中所没有的，很多在普通话中弃而不用汉字往往是重庆话的本字。
躂（da2）仆爬：「《玉篇·足部》：躂，他逹切，足跌也。」

## 相关字典
- 唐幼峰，《重慶方言》，重慶旅行指南社, 1942
- 杨载武，《重庆方言词解》，西南师范大学出版社, 1996
- 翟时雨，《重庆方言志》，西南师范大学出版社, 1996
- 刘红曦, 杨月蓉，《重庆方言俚俗语集释》，重庆出版社, 2006
- 蜂窝煤，《重庆语文》，新星出版社, 2008
- 王文虎, 张一舟, 周家筠，《四川方言词典》，四川人民出版社, 1987
- 缪树晟，《四川方言词语汇释》，重庆出版社, 1989
- 蔣宗福，《四川方言詞語考釋》，巴蜀書社, 2002

## 重庆话歌曲
- 川江号子
- 南溪号子
- 木洞山歌
- 秀山民歌
- 酉阳民歌
- 酉阳古歌
- 梁平抬儿调
- 龙骨坡抬工号子
- 石柱土家啰儿调
- 重庆厂牌GO$H系列说唱作品，如《雾都夜话》
- 歌曲《吆不到台》
- 歌曲《瑜》

## 重庆话文艺
- 川剧
- 梁山灯戏
- 话剧《移民金大花》
- 话剧《三峡人家》
- 话剧《河街茶馆》
- 电视评书《方言书场》
- 电视剧《傻儿师长》
- 电视剧《傻儿军长》
- 电视剧《凌汤圆》
- 电视剧《王保长》
- 电视剧《王保长歪传》
- 电视剧《莲花闹海棠》
- 电视剧《麻辣冤家》
- 电视剧《山城棒棒军》
- 电视剧《街坊邻居》
- 电视剧《奇人安世敏》
- 电视剧《方脑壳外传》
- 电视剧《柯德平》
- 电视剧《老坎客栈》
- 电视剧《爬坡上坎》
- 电视剧《下课了要雄起》
- 电视剧《雾都夜话》
- 电视小品《生活麻辣烫》
- 网络剧《风犬少年的天空》
- 电影《三峡好人》
- 电影《疯狂的石头》
- 重庆话脱口秀《闲话重庆城》  重庆文艺广播每天下午5：00
- 重庆话美食节目《经广好吃狗》 重庆经济广播每天下午5：00